# 上海古籍出版社
上海古籍出版社，前身为古典文学出版社，成立于1956年11月，1958年6月改组为中华书局上海编辑所，1978年1月改为现名。
上海古籍出版社以出版并整理中國古典文學、哲學、歷史等的古籍和学术研究著作为主，同時也出版普及传统文化的書刊。其中重版書占了相當大的比例。
上海古籍出版社第一任社長為李俊民，在文化大革命中他一度被紅衛兵列入上海第一批要打倒的對象中，並被撤職；文革結束後，李俊民獲得平反，重新主持上海古籍出版社。

## 沿革
- 上海古籍出版社的前身是古典文学出版社，1956年11月成立，1958年6月與中華書局上海辦事處一起改组为中華書局上海编辑所。[1][2]

## 著名出版物

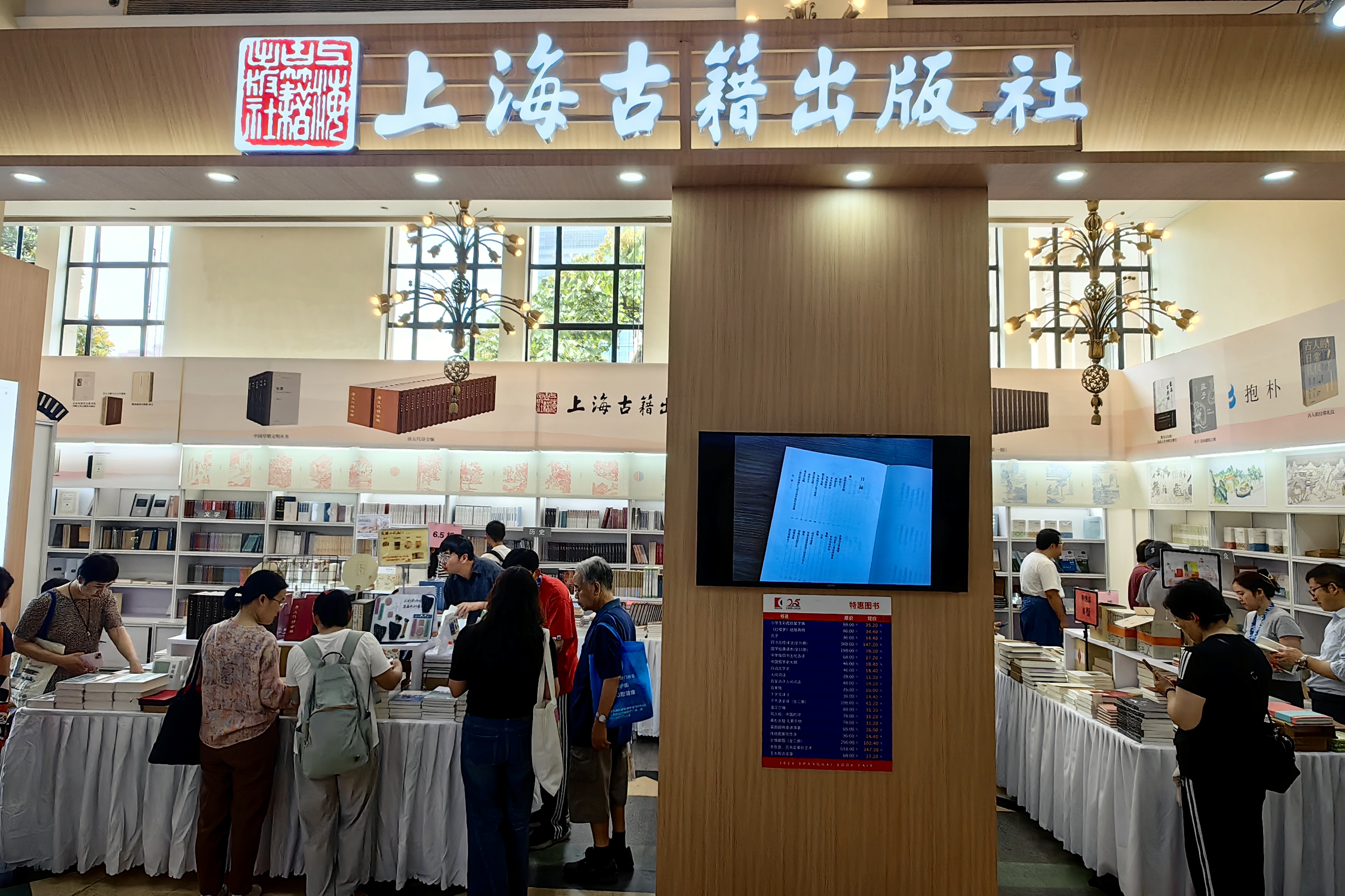
2024年上海书展上海古籍出版社展位

- 《续修四库全书》:共1800冊，是國家重點出版工程，1994年啟動，2002年完工。[3]2006年，上海圖書公司一套續修四庫全書以人民幣42萬元被拍下，刷新了當時上海圖書的單筆交易最高紀錄。[4]
- 《中华学术丛书》
- 《海外汉学丛书》
- 《中国古典文学丛书》：現已出版100多種，涉及從唐朝至清朝的各類中國古典文學。[5]
- 《中国文学批评通史》：由王运熙和顾易生主編，共七卷，360萬字。[6]